# Fejervarya pierrei
Fejervarya pierrei és una espècie de granota que viu al Nepal i, possiblement també, a l'Índia.